# مارگاوکس چتلیر
مارگو شاتلیه (فرانسوی: Margaux Châtelier‎؛ زادهٔ ۲۱ مارس ۱۹۹۰) هنرپیشه اهل فرانسه است. وی از سال ۲۰۰۶ میلادی تاکنون مشغول فعالیت بوده‌است.
از فیلم‌ها یا برنامه‌های تلویزیونی که وی در آنها نقش داشته‌است می‌توان به پاریس منهتن و نابغه اشاره کرد.